# Hörup
Hörup (danès Hørup) és un municipi de l'estat alemany de Slesvig-Holstein, a l'amt Schafflund en el districte de Slesvig-Flensburg. Comprèn els barris de Bärenshöft (Bjørnshoved), Neu-Hörup i Spölbek (Spølbæk).